# 鍋島茂周
鍋島 茂周（なべしま しげちか）は、江戸時代前期の武将。肥前国佐賀藩士。須古鍋島家3代当主。鍋島姓を賜るまでは龍造寺姓を名乗る。

## 略歴
天正18年（1590年）、2代当主・龍造寺信昭の子として誕生。
寛永3年（1626年）、父・信昭の隠居により家督を相続する。この頃に佐賀藩初代藩主・鍋島勝茂より鍋島姓を賜る。寛永14年（1637年）、島原の乱に佐賀藩の軍勢のうち800人を率いて参加している。
慶安5年6月20日（1652年7月25日）、死去。享年63。